# Anna Mombelli
Anna Mombelli nata Marianna Mombelli (Napoli, 1795 – dopo 1817) è stata un mezzosoprano e contralto italiano.
È nota soprattutto per aver creato il ruolo di Siveno nella prima opera di Rossini, Demetrio e Polibio nel 1812.

## Biografia
La Mombelli era nata a Napoli, seconda di dodici figli di Domenico Mombelli e Vincenza Viganò Mombelli. Iniziò lo studio del canto con suo padre che era stato un tenore di spicco negli anni 1780 e 90. Cantò spesso nella compagnia della famiglia Mombelli insieme alla sorella maggiore Ester in altre produzioni di Demetrio e Polibio, nonché nella prima di Evellina di Carlo Coccia. Cantò anche, con sua sorella, nella prima mondiale della cantata Paolo e Virginia di Vincenzo Migliorucci, .
Secondo Fétis, cantò con successo a Milano durante le stagioni 1814, 1815 e 1816 e apparve anche nel ruolo di Angelina ne La Cenerentola al Teatro Carignano di Torino nel 1817. La Mombelli si ritirò dal palcoscenico nel 1817 poco dopo il suo matrimonio con il giornalista Angelo Lambertini che Henry Prunières descrisse come "un esperto e uno sciocco, un eccellente violinista e un intimo amico di Rossini". 

## Ruoli creati
- Siveno in Demetrio e Polibio di Rossini al Teatro Valle, Roma, 18 maggio 1812 [1]
- Paolo in Paolo e Virginia di Vincenzo Migliorucci, Teatro Valle, Roma, 4 luglio 1812[5]
- Edregardo, Conte di Douglas in Evellina di Carlo Coccia, Teatro del Re, Milano, 26 dicembre 1814[6]